# モヴセス・ハコビアン
モヴセス・ハコビアン（アルメニア語: Մովսես Հակոբյան、英語: Movses Hakobyan、1965年2月4日 - ）は、アルメニア共和国の軍人、政治家。第7代アルメニア共和国軍参謀総長。アルツァフ共和国のアルカジー・グカシャン政権およびバコ・サハキャン政権で第3代国防相を務めた。アルツァフ共和国英雄。

## 経歴
1965年2月4日にアゼルバイジャン・ソビエト社会主義共和国ナゴルノ・カラバフ自治州チャルタルで誕生する。1982年にチャルタル中等学校卒業後、I.S.コーネフ名称アルマ・アタ高等諸兵科指揮学校に入校した。1986年から1987年までソ連地上軍ザカフカーズ軍管区の第553自動車化狙撃兵連隊の歩兵小隊長を務め、アフガニスタン紛争中にはアフガニスタン駐留狙撃兵中隊の副中隊長として従軍した。1988年にアフガニスタンから帰還後、ザカフカーズ軍管区の第366自動車化狙撃兵連隊の中隊長となり、ソビエト連邦の崩壊後の1992年3月に同連隊がステパナケルトから撤退すると、ハコビアンはナゴルノ・カラバフ国防軍に入隊し、ナゴルノ・カラバフ戦争に参加した。ナゴルノ・カラバフ戦争では、マルトゥニ、アスケラン、アグダラ、アグダムでの戦闘に参加し、少なくとも3回負傷した。
2000年3月14日に少将昇進、2002年7月24日にロシア連邦軍参謀本部軍事アカデミーを卒業後、アルメニア国防相顧問に任命され、2003年7月にはナゴルノ・カラバフ国防軍初代副司令官兼参謀総長に就任した。2007年5月11日、アルカジー・グカシャン大統領からセイラン・オハニャンの後任として国防相兼国防軍司令官に任命され、5月25日に中将へ昇進した。2015年6月15日にアルメニアのセルジ・サルキシャン大統領からアルメニア軍副参謀総長に任命され、2016年5月20日にアルメニア国防副大臣任命後、10月3日にはアルメニア軍参謀総長に任命され、2018年5月24日まで務めた。2017年12月30日に上級大将へ昇進。2019年11月19日からアルメニア国防省軍事統制部門の責任者となっていたが、2020年9月のナゴルノ・カラバフ紛争に伴う停戦合意後の11月18日に辞任した。

## 称号
- アルツァフ共和国英雄（英語版）
- 一級戦闘十字章
- 二級戦闘十字章
- 二級戦闘十字章
- 一級祖国への奉仕メダル
- ヴァルダン・マミコニアン章
- 赤星勲章
- ソ連軍70年記念メダル（英語版）
- 国際派兵士メダル
- アフガニスタン感謝メダル